# Lygaeoidea
Lygaeoidea è una vasta superfamiglia di insetti Pentatomomorfi (ordine Rhynchota, sottordine Heteroptera).

## Descrizione
Si tratta di un raggruppamento eterogeneo, comprendente insetti di piccole o medie dimensioni, morfologicamente vicini ai Coreoidea e ai Pyrrhocoroidea- Sono generalmente alati, capo provvisto o meno di ocelli, antenne.
Le emielitre hanno una venatura ridotta, le zampe hanno tarsi di tre articoli e le anteriori presentano i femori ingrossati.

## Sistematica
La superfamiglia comprende oltre 3 200 specie. Piuttosto controverso è l'inquadramento sistematico e, in particolare, la suddivisione interna, perciò questo raggruppamento sistematico ha subito molteplici revisioni e a tutt'oggi esistono ancora interpretazioni tassonomiche differenti.
Le interpretazioni attualmente più accreditate si sono definite negli anni novanta con il contributo di diversi studiosi, in particolare Schaefer (1993) ed Henry (1997). Nel complesso, l'orientamento è stato quello di scorporare dall'originaria famiglia dei Lygaeidae, la più numerosa e rappresentativa, più sottofamiglie, elevandole al rango di famiglie, di distinguere tassonomicamente i Lygaeoidea dai Coreoidea e dai Pyrrhocoroidea e, infine, di separare dai Ligeidi la sottofamiglia Henicocorinae, integrandola nella superfamiglia degli Idiostoloidea.
Secondo questo inquadramento sistematico, basato fondamentalmente sulle ricerche filogenetiche di HENRY e la sua conseguente revisione sistematica, la superfamiglia dei Lygaeoidea si suddivide in 15 famiglie:
- Artheneidae. Comprende 20 specie ripartite in otto generi e si suddivide in quattro sottofamiglie[2]:

- Artheneinae
- Dilompinae
- Nothochrominae
- Polychisminae

- Berytidae. Comprende 172 specie ripartite in 36 generi e si suddivide in tre sottofamiglie[3]:

- Berytinae
- Gampsocorinae
- Metacanthinae

- Blissidae. Comprende 435 specie ripartite in 50 generi e si suddivide in due sottofamiglie[4]:

- Blissinae
- Slaterellinae

- Colobathristidae. Comprende 83 specie ripartite in 23 generi e si suddivide in due sottofamiglie[5]:

- Colobathristinae
- Dayakiellinae

- Cryptorhamphidae. Endemica dell'Australia e della Melanesia, comprende due sole specie ripartite in due generi[6].
- Cymidae. Comprende 54 specie ripartite in 9 generi e si suddivide in due sottofamiglie[7]:

- Cyminae
- Ontiscinae

- Geocoridae. Comprende 275 specie ripartite in 25 generi e si suddivide in quattro sottofamiglie[8]:

- Bledionotinae
- Geocorinae
- Henestarinae
- Pamphatinae

- Heterogastridae. Comprende 97 specie ripartite in 23 generi[9].
- Lygaeidae. Comprende 972 specie ripartite in 101 generi e si suddivide in tre sottofamiglie[10]:

- Ischnorhynchinae
- Lygaeinae
- Orsillinae

- Malcidae. Comprende 22 specie ripartite fra due generi e si suddivide in due sottofamiglie[11][12][13]:

- Chauliopinae
- Malcinae

- Ninidae. Comprende 13 specie ripartite in 5 generi[14].
- Oxycarenidae. Comprende 147 specie ripartite in 23 generi e si suddivide in due sottofamiglie[15].
- Pachygronthidae. Comprende 78 specie ripartite in 13 generi e si suddivide in due sottofamiglie[16]:

- Pachygronthinae
- Teracrinae

- Piesmatidae. Comprende 44 specie ripartite in 6 generi e si suddivide in due sottofamiglie[17]:

- Piesmatinae
- Psamminae

- Rhyparochromidae. Comprende 1 824 specie ripartite in 368 generi e si suddivide in due sottofamiglie[18]:

- Plinthisinae
- Rhyparochrominae

Altre fonti applicano a tutt'oggi uno schema tassonomico che fondamentalmente fa capo all'interpretazione di ŠTYS e si differenzia dal precedente nei seguenti aspetti:
- Diverse famiglie sono incluse nei Lygaeidae al rango di sottofamiglia. L'inclusione riguarda le famiglie Artheneidae (=Artheneinae), Blissidae (=Blissinae), Colobathristidae (=Colobathristinae), Cryptorhamphidae (considerata come tribù delle Cyminae o sottofamiglia dei Lygaeidae secondo l'autore), Cymidae (=Cyminae), Geocoridae (=Geocorinae), Heterogastridae (=Heterogastrinae), Ninidae (=Ninini, tribù compresa in Cyminae), Oxycaredidae (=Oxycareninae), Pachygronthidae (=Pachygronthinae) e Rhyparochromidae (=Rhyparochrominae).
- Alcune sottofamiglie dei Geocoridae sono incluse nella famiglia dei Lygaeidae, con lo stesso rango di sottofamiglia (Henestarinae, Bledionotinae)
- La famiglia Piesmatidae è inclusa in una superfamiglia distinta (Piesmatoidea).
- Nella superfamiglia Lygaeoidea viene compresa anche la superfamiglia Pyrrhocoroidea al rango di famiglia.